# Ritsiko
Ritsiko – wieś w Estonii, w prowincji Võru, w gminie Misso.